# 湊線
湊線（日语：／ Minato sen */?）是一條連結日本茨城縣常陸那珂市的勝田站途經舊那珂湊市街連結阿字浦站，屬於常陸那珂海濱鐵道的鐵路線。
本條目一併包括曾經營運此路線的湊鐵道（茨城交通舊法人）。

## 歷史
2021年1月，常陸那珂海濱鐵道獲得國土交通大臣的核准進行湊線的延伸工程，並預計將路線延伸至國營常陸海濱公園的西出入口附近。2024年11月18日，湊線延伸的第一區段工程獲國土交通大臣核准並開始進行施工，預計於2030年完工通車。而延伸至國營常陸海濱公園西出入口的第二區段工程將在2030年3月底前決定是否向國土交通省申請興建。

## 路線資料
- 管轄（事業類別）：常陸那珂海濱鐵道（第一種鐵道事業者）
- 路線距離（營業距離）：14.3公里
- 軌距：1067毫米
- 站數：10個（包括起終點站）
- 複線路段：沒有（全線單線）
- 電氣化路段：沒有（全線非電氣化（日语：非電化））
- 閉塞方式：自動閉塞式
- 最高速度：60公里/小時[1]
- 車輛基地所在站：那珂湊站

## 車站列表
- 所有車站都位於茨城縣常陸那珂市。
- 軌道 - ◇：可進行列車交會，｜：不可進行列車交會

| 中文站名   | 日文站名 | 英文站名 | 站間距離 | 累計距離 | 接續路線、備註                       | 軌道 |
| ---------- | -------- | -------- | -------- | -------- | ------------------------------------ | ---- |
| 勝田       |          |          | -        | 0.0      | 東日本旅客鐵道：常磐線（上野東京線） | ｜   |
| 工機前     |          |          | 0.6      | 0.6      |                                      | ｜   |
| 金上       |          |          | 1.2      | 1.8      |                                      | ◇    |
| 中根       |          |          | 3.0      | 4.8      |                                      | ｜   |
| 高田之鐵橋 |          |          | 2.3      | 7.1      |                                      | ｜   |
| 那珂湊     |          |          | 1.1      | 8.2      |                                      | ◇    |
| 殿山       |          |          | 1.4      | 9.6      |                                      | ｜   |
| 平磯       |          |          | 1.2      | 10.8     |                                      | ｜   |
| 美乃濱學園 |          |          | 1.8      | 12.6     |                                      | ｜   |
| 磯崎       |          |          | 0.7      | 13.3     |                                      | ｜   |
| 阿字浦     |          |          | 1.0      | 14.3     |                                      | ◇    |